# بالش مادرزن
بالش مادرزن از گونه‌های معروف کاکتوس است و پرورش آن بسیار متداول می‌باشد.
این کاکتوس بومی مرکز مکزیک از سن لوئیس پوتوسی تا ایالت ایدالگو است. با وجود آن‌که بالش مادرزن به مقدار زیاد در جهان پرورش داده می‌شود اما در طبیعت کمیاب است و با خطر انقراض در طبیعت روبه‌رو است. نام علمی این کاکتوس به معنی «انجیر سیخ‌دار گروسنی» است و این کاکتوس در زبان‌های مختلف به نام «بالش مادرزن» یا «بالش مادرشوهر» معروف است.

## ویژگی‌ها
این کاکتوس کروی بوده ولی با بالا رفتن سن به صورت یک استوانه بزرگ رشد می‌کند. اندازه این کاکتوس در بلوغ کامل تا ارتفاع بیش از یک متر و ضخامت ۱۸۰ سانتی‌متر می‌رسد. این کاکتوس دنده‌های برآمده و آجدار بسیار با خارهایی به رنگ زرد دارد که دنده‌های آن در کاکتوس جوان به خوبی معلوم نیستند اما در کاکتوس بالغ تا ۳۵ دنده مشخص و بزرگ می‌رسند.
گل‌های آن زردرنگ، بسیار کوچک حدود ۴ تا ۵ سانتی‌مترند و نسبت به اندازه کاکتوس بر بالای تاج کاکتوس بسیار زیاد و متراکم به صورت روزانه می‌رویند.
میوه آن به صورت غلاف‌های کوچک و خشک قهوه‌ای‌رنگ است.